# 赵君陶
赵君陶（1903年1月17日—1985年12月14日），原名赵世萱，土家族。重庆市酉阳县龙潭镇人，中国共产党早期人物、共产主义的传播者，亦是中华人民共和国国务院前總理李鵬的母親。

## 婚姻
与李硕勋结婚，担任中共中央妇女部负责人，后负责教书。1939年，在重庆市合川县土主场周家祠堂创办第三保育院，任院长。后担任哈尔滨第四中学校长。之后历任中南实验工农速成中学、南开大学工农速成中学校长，后任北京化工学院副院长。

## 家庭
- 哥哥：赵世炎。
- 儿子：李鹏。
- 女儿：李琼。